# Lac Noir (Akfadou)
Pour les articles homonymes, voir Lac Noir.
Le lac Noir (en berbère : Agelmim Aberkan) est un lac situé dans le massif montagneux de l'Akfadou à l'ouest de la wilaya de Béjaïa en Algérie.

## Description
Le lac Noir est un lac naturel, situé dans la forêt de l'Akfadou dans la commune d'Adekar à 1 260 m d'altitude, est d'une superficie d'environ 3 hectares et d'un mètre de profondeur.
Une digue artificielle a été construite d'un côté du lac pour maintenir un niveau d'eau appréciable.

## Toponymie

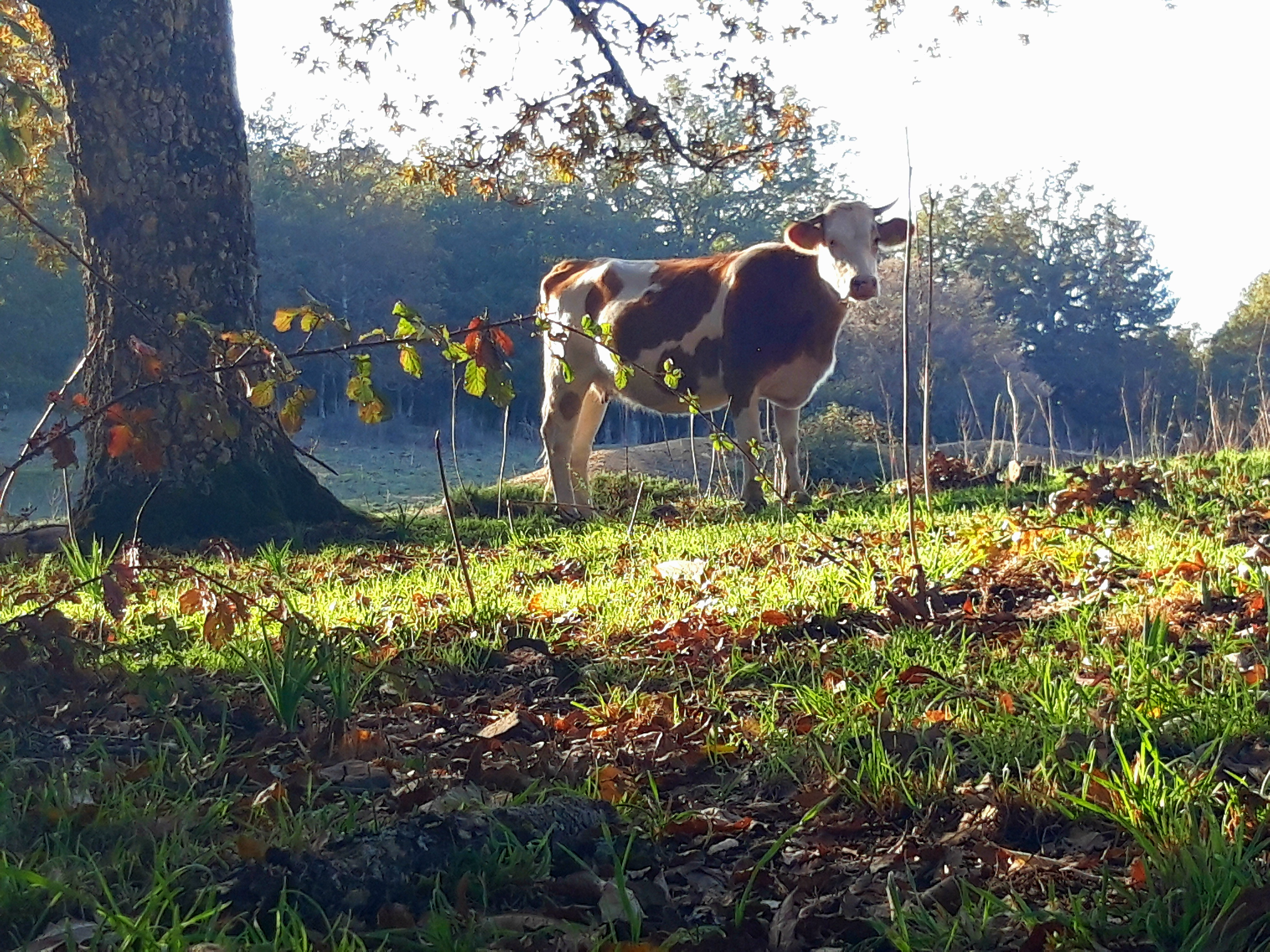
les animaux au lac Noir

Le lac Noir détient son nom du fait de la couleur de ses eaux. Il s'agit en effet d'un lac entouré d'une végétation très dense autour de lui. Les arbres situés en cercle près de ses rives se reflètent dans l'eau, et leur hauteur fait que ce reflet sombre atteint la rive depuis laquelle l'observateur regarde le lac. Ainsi l'impression en est donnée que ce lac est entièrement sombre (noir).

## Accès
Le lac est joignable à partir de la RN12 via un chemin de wilaya qui traverse la localité d'Adekar.